# Myopites lelea
Myopites lelea är en tvåvingeart som beskrevs av Dirlbek 1973. Myopites lelea ingår i släktet Myopites och familjen borrflugor. Inga underarter finns listade i Catalogue of Life.